# ABT-418
ABT-418 je lek koji je razvilo preduzeće Abbott. On deluje kao agonist na neuronskim nikotinskim acetilholinskim receptorima. Ovaj ligand se vezuje sa visokim afinitetom za α4β2, α2β2 i α7 receptore, a ne vezuje se za α3β4 receptor. On ispoljava nootropne, neuroprotektivne i anksiolitičke efekte, i ispitivan je za moguću primenu u lečenju Alchajmerove bolesti i ADHD.